# The Open Championship 2010

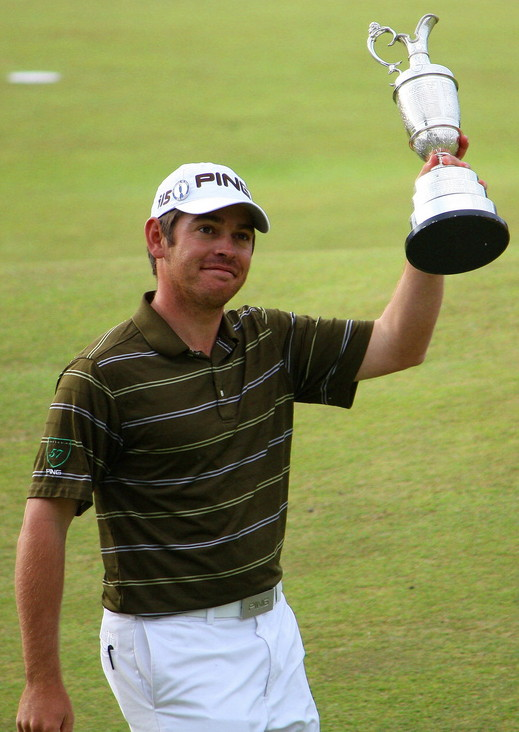
Louis Oosthuizen

The Open Championship, Brits Open, is een van de Majors van golf, en de enige major die in Europa wordt gespeeld. De 139e editie en de 150e verjaardag wordt van 15 - 18 juli 2010 gespeeld op de Old Course van St Andrews. De Amerikaan Stewart Cink is de titelverdediger.
De top 4 spelers van dit toernooi mogen deelnemen aan de volgende Masters.

## De baan
De Old Course bestaat sinds 1764 als baan van 18 holes. In 1873 werd hier voor de eerste keer het Open gespeeld, in 2010 zal het voor de 27ste keer zijn.
| Hole | Naam               | Meters | Yards | Par |  | Hole | Naam               | Meters | Yards | Par |
| ---- | ------------------ | ------ | ----- | --- |  | ---- | ------------------ | ------ | ----- | --- |
| 1    | Burn               | 344    | 376   | 4   |  | 10   | Bobby Jones        | 347    | 380   | 4   |
| 2    | Dyke               | 414    | 453   | 4   |  | 11   | High (In)          | 161    | 174   | 3   |
| 3    | Cartgate (Out)     | 363    | 397   | 4   |  | 12   | Heathery (In)      | 348    | 405   | 4   |
| 4    | Ginger Beer        | 400    | 480   | 4   |  | 13   | Hole O'Cross (In)  | 425    | 465   | 4   |
| 5    | Hole O'Cross (Out) | 519    | 568   | 5   |  | 14   | Long               | 565    | 618   | 5   |
| 6    | Heathery (Out)     | 377    | 412   | 4   |  | 15   | Cartgate (In)      | 417    | 456   | 4   |
| 7    | High (Out)         | 357    | 390   | 4   |  | 16   | Corner of the Dyke | 387    | 423   | 4   |
| 8    | Short              | 160    | 175   | 3   |  | 17   | Road               | 416    | 455   | 4   |
| 9    | End                | 322    | 352   | 4   |  | 18   | Tom Morris         | 326    | 357   | 4   |
|      | Out                | 3256   | 3584  | 36  |  |      | In                 | 3463   | 3676  | 36  |
|      |                    |        |       |     |  |      |                    | Total  | 7260  | 72  |

## Verslag

#### Ronde 1
Rory McIlroy is met een record begonnen, hij gaat met 63 aan de leiding, en dat was de laagste eerste ronde ooit tijdens het Open. 
Louis Oosthuizen staat op de 2de plaats met -7, John Daly, Andrew Coltart, Steven Tiley, Bradley Dredge en Peter Hanson delen de 3de plaats op -6. Op de 8ste plaats staan Tiger Woods, Lucas Glover en Marcel Siem met -5. Beste amateur is de Koreaanse winnaar van het Brits Amateur, Jin Jeong, hij heeft -4.

#### Ronde 2
14:30 uur: Er wordt alleen op de eerste tee gestart. Vanochtend om 6:30 uur lokale tijd vertrok de eerste partij. McIlroy start nu, Tiley start over drie uren in de laatste partij.
 20:00 uur: Het spel is urenlang gestopt omdat er zoveel wind stond dat de bal op de green niet stil kon blijven liggen.
Oosthuizen heeft zijn positie verstevigd door een score van -5 binnen te brengen. Hij heeft een goed seizoen. In maart won hij voor het eerst een toernooi op de Europese Tour en bij de Masters won hij het par-3 toernooi. Zijn totaal over de eerste twee rondes (132) tijdens dit Open is een evenaring van het record op St Andrews.
De 50-jarige Mark Calcavecchia, die voor de 25ste keer het Open speelt, maakte ook -5 en staat nu op de tweede plaats. Vier spelers staan op -6 voor de aanvang van de derde ronde, waaronder Jin Jeong. De cut stond op +2, er doen 77 spelers mee in het weekend.

#### Ronde 3
17:30 uur: De laatste partij start over tien minuten. Rory McIlroy heeft de schade van de tweede ronde deels hersteld; hij is met -3 naar de 12de plaats geklommen en heeft nog 4 holes te gaan. Henrik Stenson staat na 12 holes op -4 en daarmee ook op -6.
 22:00 uur: Oosthuizen blijft aan de leiding na en ronde van 69. Casey maakte op de eerste negen holes vijf birdies en speelde de rest in par. Calcavecchia begon met drie bogeys en maakte daarna op hole 6 een 9! Zo stond hij ineens zeven slagen boven par in zes holes. Hij is gezakt naar de 26ste plaats.

#### Ronde 4
15:00 uur: Vandaag zijn de laatste spelers om 2 uur gestart. Alvaro Quiros is al binnen en heeft 67 gemaakt. Hij staat voorlopig op de 8ste plaats met een totaal van 283. Als hij in de top 10 blijft mag hij volgend jaar weer meedoen. Tijdens het Wales Open heeft Colin Montgomerie al laten weten Quiros als kandidaat te zien voor zijn Ryder Cup team.

20:00 uur: Oosthuizen heeft stand gehouden en is de winnaar. Het ging dus om de tweede plaats. Deze werd opgeëist door Lee Westwood, die vandaag vier birdies en twee bogeys maakte. Paul Casey maakte een triplebogey op hole 12 en kon toen de tweede plaats wel vergeten. Zijn scorekaart toont dat hij de eerste 9 holes deze week in -13 heeft gespeeld en de tweede 9 holes in +5.
- Live leaderboard

| Eindstand | Naam                | R1 | Score | Nr  | R2 | Score | Totaal | Nr  | R3 | Score | Totaal | Nr  | R4 | Score | Totaal |
| --------- | ------------------- | -- | ----- | --- | -- | ----- | ------ | --- | -- | ----- | ------ | --- | -- | ----- | ------ |
| 1         | Louis Oosthuizen    | 65 | -7    | 2   | 67 | -5    | -12    | 1   | 69 | -3    | -15    | 1   | 71 | -1    | -16    |
| 2         | Lee Westwood        | 67 | -5    | T8  | 71 | -1    | -6     | T3  | 71 | -1    | -7     | T4  | 70 | -2    | -9     |
| T3        | Rory McIlroy        | 63 | -9    | 1   | 80 | +8    | -1     | T40 | 69 | -3    | -4     | T12 | 68 | -4    | -8     |
| T3        | Paul Casey          | 69 | -3    | T30 | 69 | -3    | -6     | T3  | 67 | -5    | -11    | 2   | 75 | +3    | -8     |
| T3        | Henrik Stenson      | 68 | -4    | T17 | 74 | +2    | -2     | T29 | 67 | -5    | -7     | T4  | 71 | -1    | -8     |
| 6         | Retief Goosen       | 69 | -3    | T30 | 70 | -2    | -5     | T7  | 72 | par   | -5     | T9  | 70 | -2    | -7     |
| T7        | Martin Kaymer       | 69 | -3    | T30 | 71 | -1    | -4     | T12 | 68 | -4    | -8     | 3   | 74 | +2    | -6     |
| T11       | Alvaro Quiros       | 72 | par   | T55 | 70 | -2    | -2     | T29 | 74 | +2    | par    | T40 | 67 | -5    | -5     |
| T14       | Dustin Johnson      | 69 | -3    | T30 | 72 | par   | -3     | T17 | 69 | -3    | -6     | 7   | 74 | +2    | -4     |
| T14       | Jin Jeong (AM)      | 68 | -4    | T17 | 70 | -2    | -6     | T3  | 74 | +2    | -4     | T12 | 72 | par   | -4     |
| T16       | Tom Lehman          | 71 | -1    | T59 | 68 | -4    | -5     | T7  | 75 | +3    | -2     | T26 | 70 | -2    | -4     |
| T27       | Bradley Dredge      | 66 | -6    | T3  | 76 | +4    | -2     | T29 | 74 | +2    | par    | T40 | 70 | -2    | -2     |
| T27       | Alejandro Cañizares | 67 | -5    | T8  | 71 | -1    | -6     | T3  | 71 | -1    | -7     | T4  | 77 | +5    | -2     |
| T44       | Peter Hanson        | 66 | -6    | T3  | 73 | +1    | -5     | T7  | 74 | +2    | -3     | T18 | 75 | +3    | par    |
| T49       | John Daly           | 66 | -6    | T3  | 76 | +4    | -2     | T29 | 74 | +2    | par    | T40 | 73 | +1    | +1     |
| T68       | Steven Tiley        | 66 | -6    | T3  | 79 | +7    | +1     | T56 | 73 | +1    | +2     | T65 | 74 | +2    | +4     |
| 72        | Andrew Coltart      | 66 | -6    | T3  | 77 | +5    | -1     | T40 | 74 | +2    | +1     | T52 | 76 | +4    | +5     |
| 73        | Mark Calcavecchia   | 70 | -2    | T46 | 67 | -5    | -7     | 2   | 77 | +5    | -2     | T26 | 80 | +8    | +6     |

## Spelers
Spelers van de hele wereld dromen ervan het Brits Open te spelen. Sommige spelers mogen vanzelfsprekend meedoen, zoals de voormalige winnaars, anderen moeten zich kwalificeren via speciale toernooien.

#### Spelers die automatisch zijn geplaatst
| - Thomas Aiken - Robert Allenby - Fredrik Andersson Hed - Jason Bohn - Ángel Cabrera - Mark Calcavecchia (1989) - Alejandro Cañizares - Paul Casey - K. J. Choi - Stewart Cink (2009) - Tim Clark - Darren Clarke - Ben Crane - Ben Curtis (2003) - John Daly (1995) - Rhys Davies - Luke Donald - Jason Dufner - David Duval (2001) - Simon Dyson - Ernie Els (2002) - Nick Faldo (1987, 1990, 1992) - Gonzalo Fernández-Castaño - Ross Fisher - Jim Furyk - Stephen Gallacher - Sergio García | - Brian Gay - Lucas Glover - Matthew Goggin - Retief Goosen - Bill Haas - Todd Hamilton (2004) - Anders Hansen - Søren Hansen - Peter Hanson - Pádraig Harrington (2007, 2008) - Grégory Havret - J.B. Holmes - Yuta Ikeda - Trevor Immelman - Ryo Ishikawa - Thongchai Jaidee - Miguel Ángel Jiménez - Dustin Johnson - Richard S. Johnson - Zach Johnson - Robert Karlsson - Martin Kaymer - Jerry Kelly - Simon Khan - Kyung-tae Kim - Søren Kjeldsen - Matt Kuchar | - Paul Lawrie (1999) - Tom Lehman (1996) - Marc Leishman - Justin Leonard (1997) - Thomas Levet - Davis Love III - Sandy Lyle (1985) - Hunter Mahan - Steve Marino - Graeme McDowell - Ross McGowan - Rory McIlroy - Phil Mickelson - Katsumasa Miyamoto - Hirofumi Miyase - Edoardo Molinari - Francesco Molinari - Ryan Moore - Kevin Na - Alexander Norén - Sean O'Hair - Mark O'Meara (1998) - Koumei Oda - Ryuichi Oda - Geoff Ogilvy - Louis Oosthuizen - Jae-bum Park | - Kenny Perry - Ian Poulter - Alvaro Quiros - Loren Roberts - Robert Rock - Justin Rose - Charl Schwartzel - Adam Scott - John Senden - Michael Sim - Vijay Singh - Heath Slocum - Shunsuke Sonoda - Henrik Stenson - Steve Stricker - Toru Taniguchi - Scott Verplank - Camilo Villegas - Nick Watney - Bubba Watson - Tom Watson ('75, '77, '80, '82, '83) - Mike Weir - Lee Westwood - Oliver Wilson - Chris Wood - Tiger Woods (2000, 2005, 2006) - Y E Yang |

#### Spelers die zich via voorrondes hebben gekwalificeerd
In januari 2010 was een van de 'International Final Qualifying'-wedstrijden in Zuid-Afrika. Darren Fichardt en Jean Hugo hadden zich daar al geplaatst, Joost Luiten kwam in de play-off, waarbij drie spelers vochten om de derde plaats. Ondanks dat hij op de vierde extra hole een birdie maakte, verloor hij van Cunliffe die een eagle maakte.
| - Phillip Archer - Kurt Barnes - Thomas Bjørn - Danny Chia - Gary Clark - Andrew Coltart - Josh Cunliffe - Glen Day - Bradley Dredge - Simon Edwards - Darren Fichardt - Rickie Fowler - Hiroyuki Fujita | - Ignacio Garrido - Estanislao Goya - Mark Haastrup - Jean Hugo - Martin Laird - José Manuel Lara - Shane Lowry - Gareth Maybin - George McNeill - Colin Montgomerie - Colm Moriarty - Seung-yul Noh - Jeff Overton | - Cameron Percy - Tom Pernice Jr - Tim Petrovic - D.A. Points - Ewan Porter - Zane Scotland - Peter Senior - Marcel Siem - Paul Streeter - Steven Tiley - Bo Van Pelt - Tom Whitehouse | Amateurs - Jamie Abbott - Byeong-hun An - Laurie Canter - Eric Chun - Victor Dubuisson - Tyrrell Hatton - Jin Jeong |

Er zijn spelers die mogen spelen maar afzeggen. Dit zijn onder andere:
- Ian Baker-Finch
- Severiano Ballesteros
- Anthony Kim (herstellend van operatie)
- Johnny Miller
- Greg Norman (schouderblessure)
- Nick Price
- Bill Rogers
- David Toms (schouderblessure)